# 阿塔克羅區

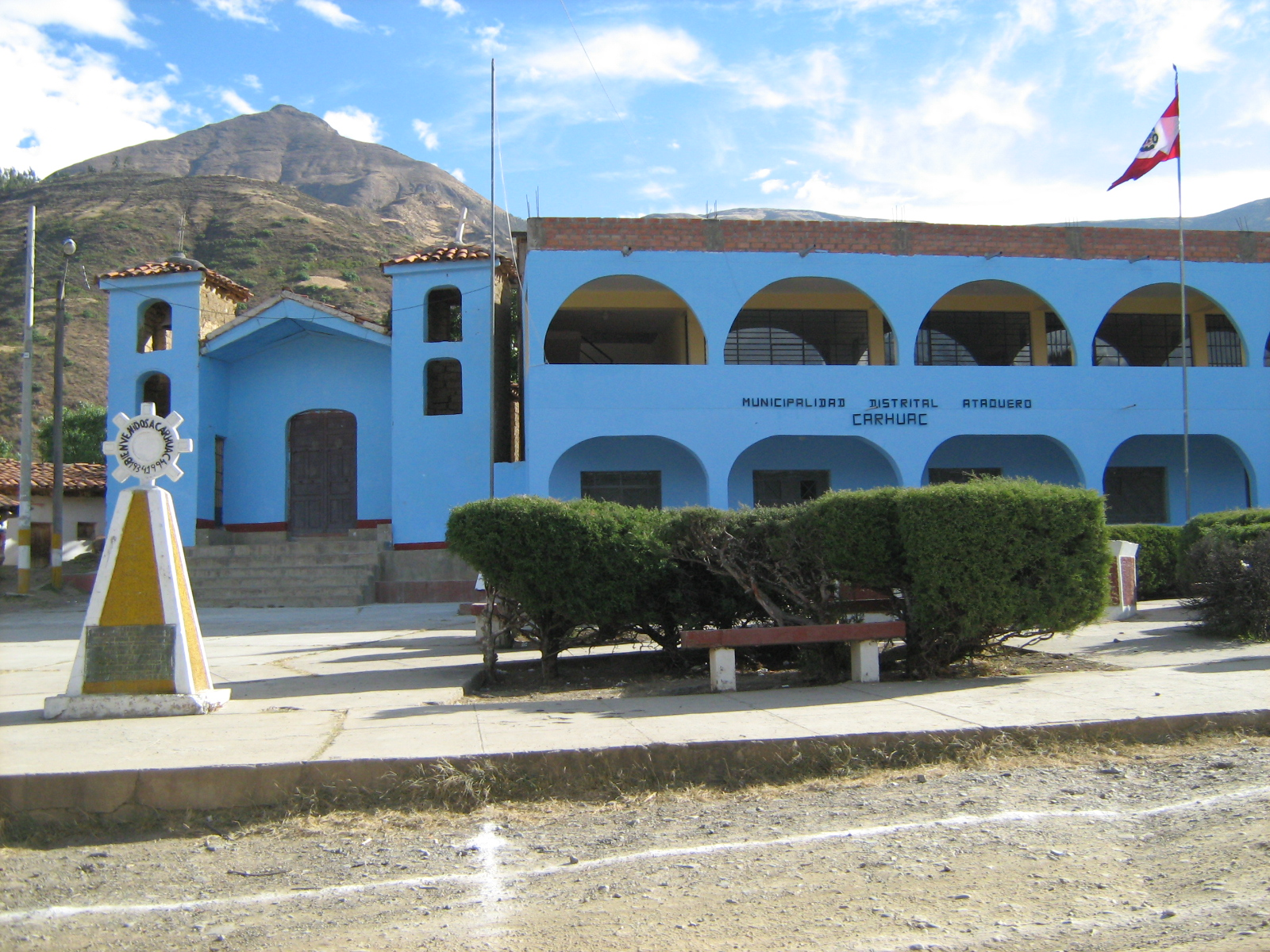

阿塔克羅區（西班牙語：Distrito de Ataquero），是秘魯的一個區，位於該國北部安卡什大區的卡爾瓦斯省，始建於1934年12月14日，面積47.22平方公里，海拔高度2,719米，2005年人口1,072，人口密度為每平方公里23人。